# Фольксмаріне
Фольксма́ріне (нім. Volksmarine, нім. вимова: [ˈfɔlksmaˌʁiːne]; букв. «Народні військово-морські сили», скор. VM) — офіційна назва ВМС Німецької Демократичної Республіки (НДР). Він був частиною Національної народної армії, яка була заснована 1 березня 1956.

## Історія
Незабаром після закінчення Другої світової війни і з початком Холодної війни Радянський Союз розпочав переозброєння Східної Німеччини. Це включало поступове створення військово-морських сил.
Починаючи з 1950, радянські військово-морські офіцери допомагали у створенні Hauptverwaltung Seepolizei (Головне управління морської поліції), яке змінило назву на Volkspolizei–See (VP–See) (Народна поліція — Море) 1 липня 1952. Крім того частина морської поліції була реорганізована у Grenzpolizei–See (Прикордонна поліція –– Море), для охорони морських кордонів, і включені до Deutsche Grenzpolizei (Німецька прикордонна поліція) яка була створена у 1946. На 1952 VP–See налічувала 8000 осіб.
1 березня 1956 НДР офіційно створили Nationale Volksarmee (Національну народну армію — ННА), а VP–See стали Verwaltung Seestreitkräfte der NVA (Адміністрація військово-морських сил ННА) зі складом у 10000 осіб. У листопаді 1960, ці військово-морські сили Національної народної армії отримали офіційну назву Volksmarine (Народні військово-морські сили). Протягом наступних років ВМС отримали нові кораблі, які були побудовані у НДР. Лише кораблі берегового захисту та деякі торпедні катери поставлялися з Радянського Союзу, а також усі гелікоптери та деякі допоміжні судна які замовили у Польщці.
Після будівництва Берлінського муру 13 серпня 1961 Grenzbrigade Küste der Grenzpolizei (Прибережна прикордонна бригада прикордонної поліції — ППБ) була переведена до Народних ВМС. Після реорганізації у 1965 усі атакуючі сили, тобто, швидкісні торпедні катери, були об'єднані у єдину флотилію (6-а флотилія) і переведені на півострів Буг острову Рюген. У 1970-х Народні ВМС налічували 18000 особового складу. У 1980-ті деякі кораблі було замінено, а Народні ВМС отримали радянські винищувачі-бомбардувальники.
У 1988 Народні ВМС мали невеликий конфлікт з ВМС Польщі через суперечки з приводу морського кордону; у ході подальших переговорів близько двох третин суперечливого морського простору відійшло до НДР.
Народні ВМС були розпущені як всі інші гілки колишньої Національної народної армії, 2 жовтня 1990 — напередодні офіційного об'єднання Німеччини. Деякі співробітники перейшли до Bundesmarine (які згодом отримали назву Deutsche Marine), а деякі — до Німецької прикордонної поліції. Більшість кораблів та іншого обладнання було утилізовано або продано, тому у сучасних ВМС Німеччини залишилося мало кораблів Народних ВМС. Останнім командувачем Народних ВМС був віце-адмірал Хендрік Борн, написав кілька абзаців коментарів для книги Дітера Фльора та Пітера Зеємана, Die Volksmarine, яка стала великою ілюстрованою книгою історії Народних ВМС.

## Оперативні завдання
Оперативно Народні ВМС входили до складу Об'єднаного флоту Балтійського моря країн Варшавського договору. Призначеною територією його дії були Балтійське море та входи до нього. Його завданням було тримати відкритими морські шляхи для радянських підкріплень, а також брати участь у наступальних діях проти берегів ворожих країн Балтійського моря. Для цього, він мав легкі сили, такі як протичовнові кораблі, торпедні катери, тральщики, а також десантні кораблі. Щоденні завдання полягали у розвідувальній діяльності, яку зазвичай виконували тральщики та спеціалізовані катери електронного спостереження.
6-а прикордонна бригада (берегова) мала завдання перехоплювати втікачів з НДР. З 1 листопада 1961 флотилія почала підпорядковуватися Народним ВМС. Вона мала значну кількість невеликих патрульних катерів та постів спостереження вздовж узбережжя.

## Командувачі
- Konteradmiral Felix Scheffler (1 березня 1956 — 31 грудня 1956)
- Vizeadmiral Waldemar Verner (1 січня 1957 — 31 липня 1959)
- Konteradmiral Wilhelm Ehm (1 серпня 1959 — 31 липня 1961, 25 лютого 1963 — 30 листопада 1987)
- Konteradmiral Heinz Neukirchen (1 серпня 1961 — 24 лютого 1963)
- Vizeadmiral Theodor Hoffmann (1 грудня 1987 — 17 листопада 1989)
- Vizeadmiral Hendrik Born (11 грудня 1989 — 2 жовтня 1990)

## Організація

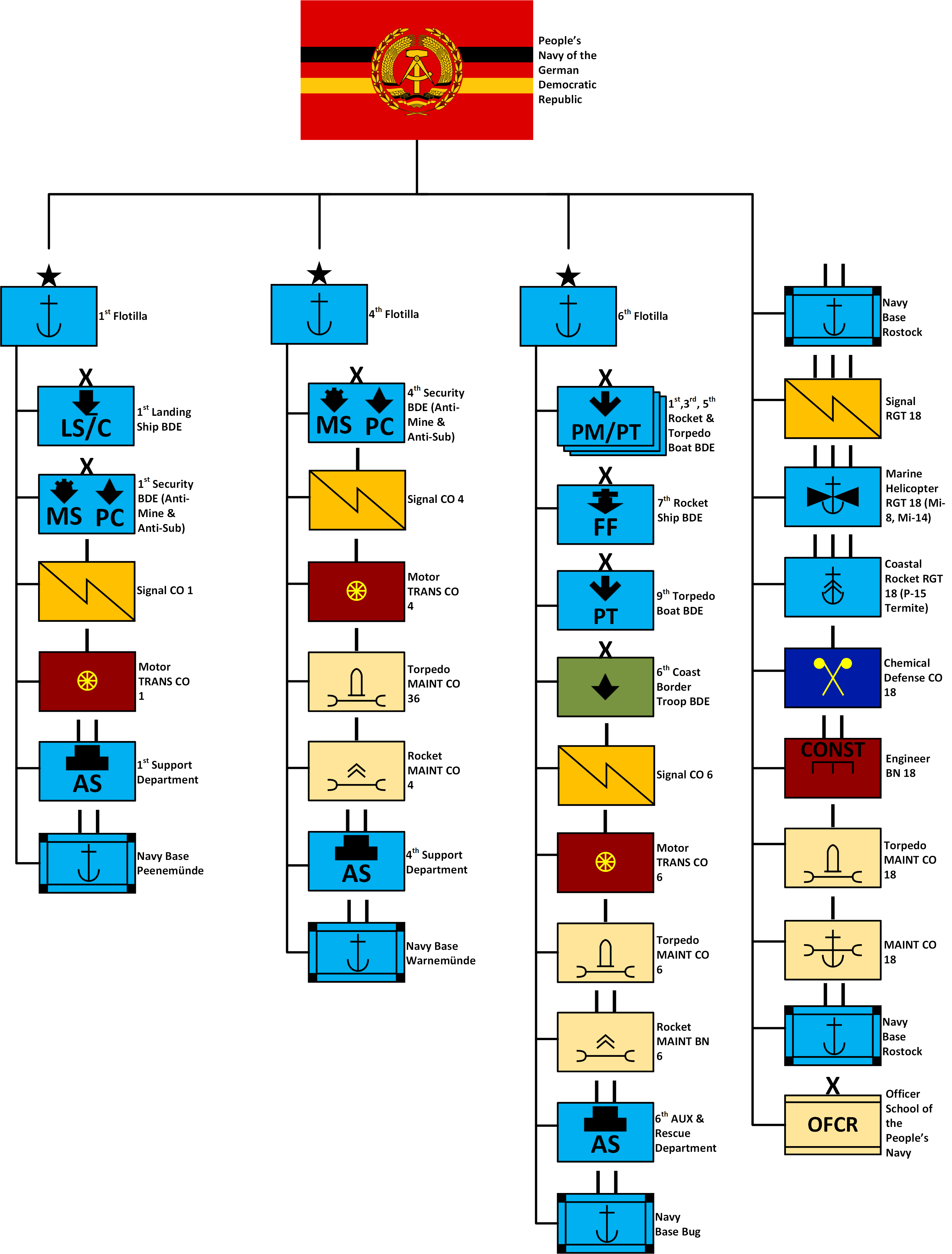
Організаційна структура ВМС національної Народної армії 1988 року

Народні ВМС очолювало Kommando der Volksmarine (Командування Народними ВМС) у Ростоку-Гельсдорфі. Структура була наступною (у 1985):
- 1-а флотилія у Пенемюнде,
- 4-а флотилія у Росток-Варнемюнде,
- 6-а флотилія у Бугу на острові Рюген,
- 6-а прикордонна бригада (берегова) у Ростоку.

Крім того були:
- один підрозділ технічно-торпедної підтримки (TTK-18) у Зассніці (обслуговували протичовнові торпеди)
- одне крило військово-морських гелікоптерів (MHG-18) у Парові поряд з Штральзундом
- одне військово-морське повітряне крило (MFG-28) у Лаазі
- один військово-морський інженерний батальйон (MPiB-18) у Зассніці
- один підрозділ бойових плавців (KSK-18) у Кюлунгсборні
- один береговий ракетний полк (наземна підтримка) (KRR-18) у Шварценпфост
- один полк берегової оборони (наземна підтримка) (KVR-18) у Ростоку (з 1988)
- один підрозділ військово-морської пропаганди (PRK-18) у Росток-Варнемюнде
- морська гідрографічна служба НДР у Ростоку
- випробувальні та інші спеціальні приміщення
- тренувальні приміщення
  - Військово-морська академія  «Вальтер Стеффенс» у Парові (навчання не бойового персоналу та матросів)
  - Військово-морська офіцерська академія «Карл Лібкнехт» у Штральзунді (навчання офіцерів)
  - Школа служб підтримки у Денгольмі поряд з Штральзундом (підготовка технічного персоналу)

## Кораблі
Народні ВМС мали на озброєнні:
- Десантні судна
- Мінні загороджувачі та тральщики

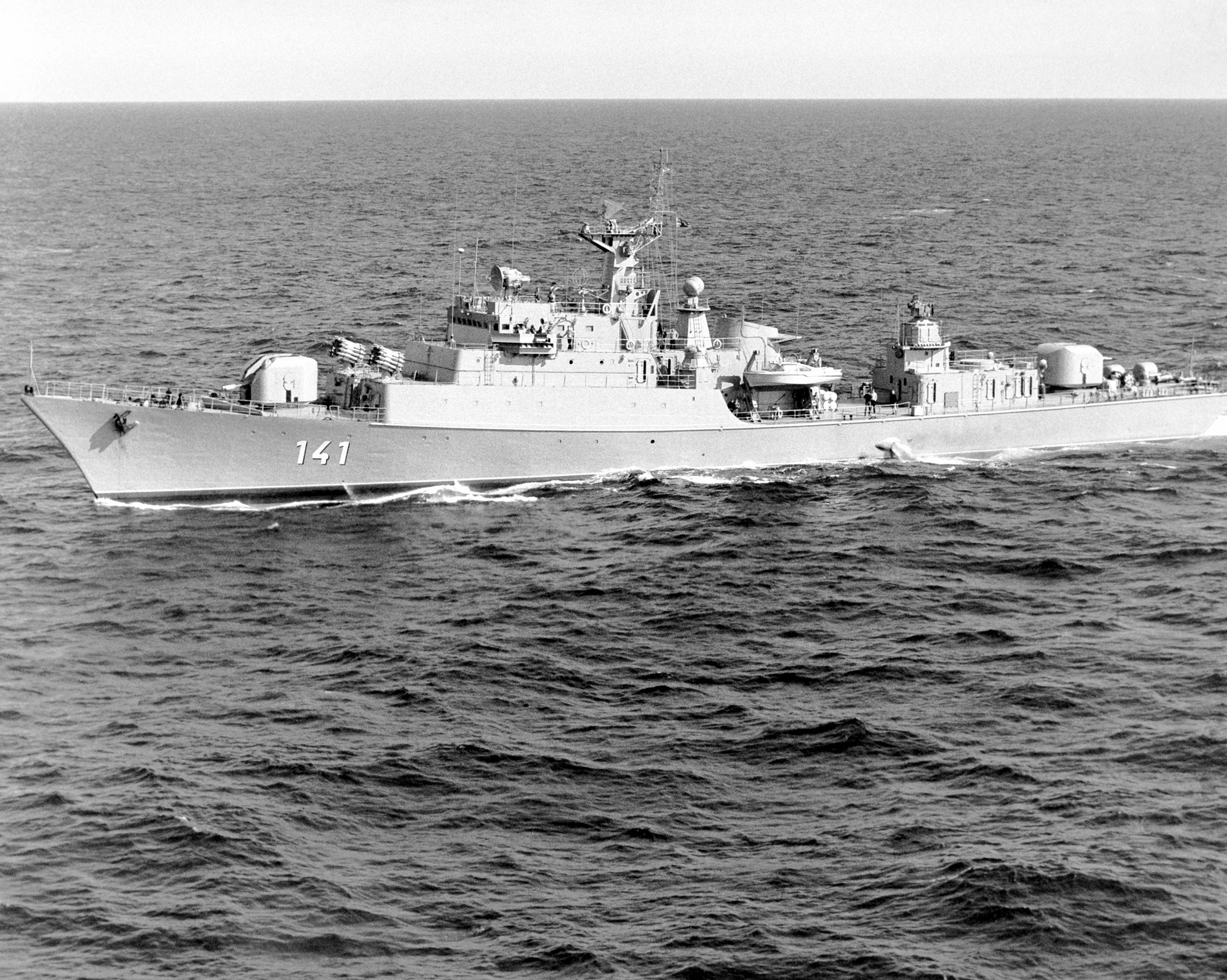
Фрегат класу Koni Rostock

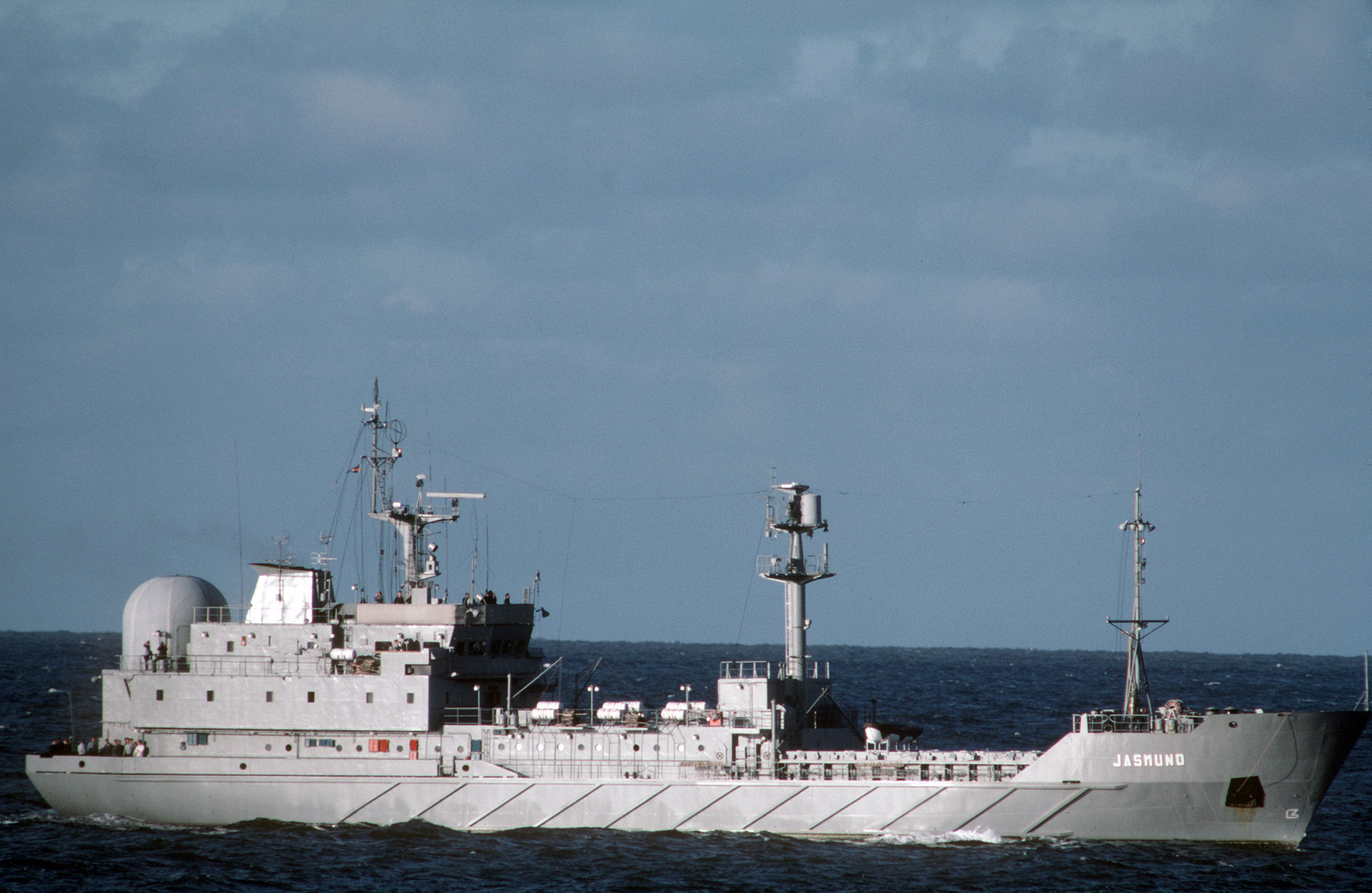
Розвідувальний корабель Jasmund

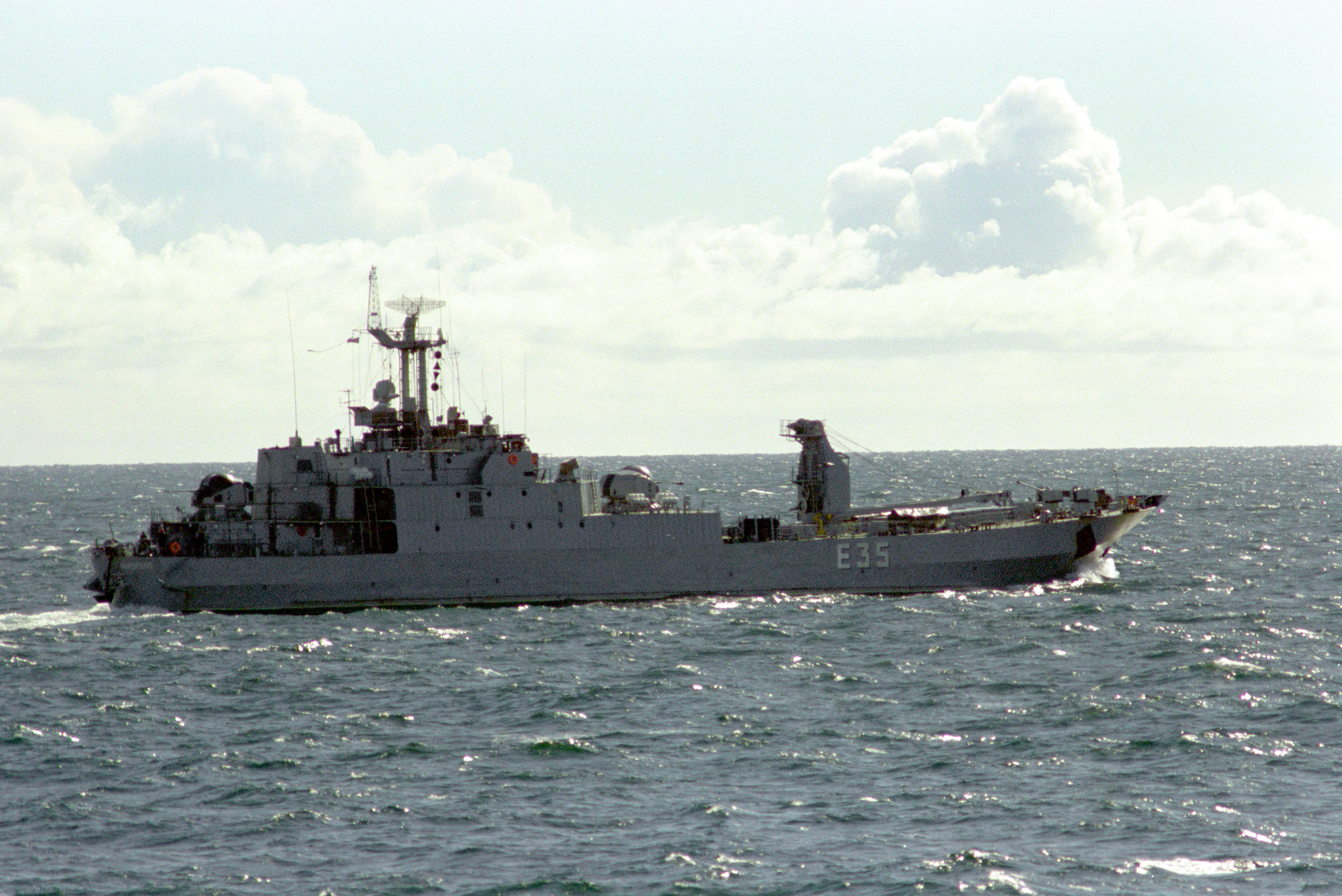
Корабель підтримки класу Frosch II Nordperd

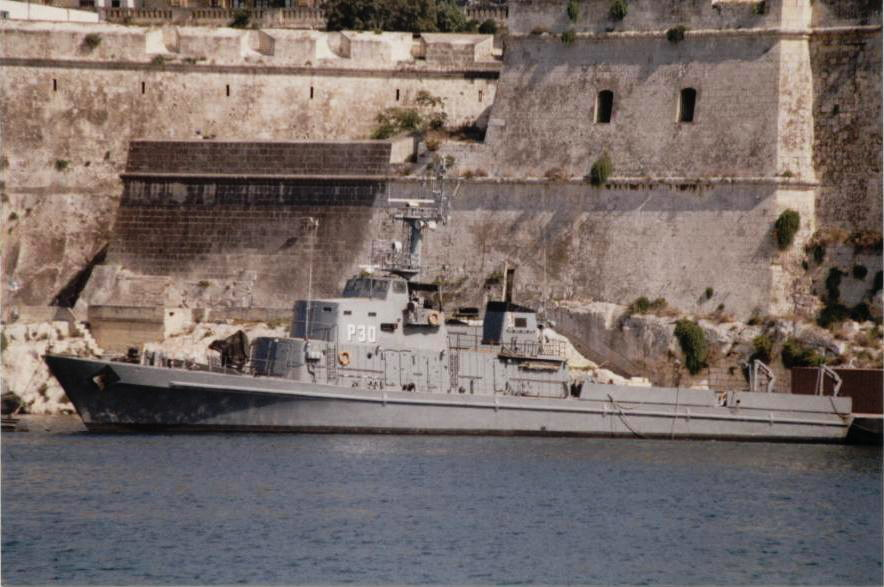
Мінний тральщик класу Kondor Ueckermuende (переведений на Мальту під назвою P30)

- Торпедні та ракетні катери (наприклад, Project 131 «Libelle»)
- Кораблі берегової охорони
- Мисливці за субмаринами
- Розвідувальні кораблі
- Навчальні кораблі
- Кораблі підтримки
- Три ескадрильї бойових гелікоптерів: Міль Mі-4MÄ Hound, Міль Mі-8 Hip, Mі-14PL Haze-A та Міль Mі-14BT Haze-B
- Винищувач-бомбардувальник: Сухой Sy-22M4 Fitter-K

## Музика
Оркестр Народних ВМС грав спеціально написані музичні твори. Найбільш відомим є «Präsentiermarsch der Volksmarine», написаний Людвигом Шмідтом для церемоніальних заходів. Крім того «Unsere Volksmarine» також використовували на парадах. Музичні твори написані для Народних ВМС перестали використовувати після об'єднання Німеччини і не використовують у сучасних ВМС Німеччини.

## Адмірали Народних ВМС
В історії Народних ВМС було 37 адміралів. Це:

### Адмірал флоту
- Жодного

### Адмірал
- Waldemar Verner
- Wilhelm Ehm
- Theodor Hoffmann

### Віце-адмірал
- Hendrik Born
- Heinz Neukirchen
- Bruno Wansierski
- William Nordin
- Gustav Hesse
- Günter Kutzschebauch
- Hans Hofmann

### Контр-адмірал
- Felix Scheffler
- Richard Fischer
- John Streubel
- Rudi Wegner
- Heinz Irmscher
- Lothar Heinecke
- Heinrich Jordt
- Вальтер Кюн
- Werner Henninger
- Klaus Kahnt
- Hans-Joachim Dönitz
- Joachim Münch
- Wolfgang Laue
- Hans Heß
- Werner Kotte
- Rolf Rödel
- Herbert Städtke
- Günther Pöschel
- Helmut Milzow
- Friedrich Elchlepp
- Eberhard Grießbach
- Egon Nitz
- Dr. Karl Weiß
- Hans Partzsch
- Herbert Bernig
- Gerhard Müller
- Peter Miethe